# 旗山国家森林公园
旗山，现開闢为旗山国家森林公园，位于福州市閩侯縣，闽江南岸。旗山山脉绵延闽侯县南屿、上街两镇，主峰海拔高达775米，东西宽约5.4公里，绵亘长16.4公里，面积3587公顷。旗山东面山脚下是福州大学城。因形状如展旗，流青翠滴，故又名“翠旗山”。旗山与鼓山隔江相峙，有“左旗右鼓，八闽二绝”之誉。

## 主要景点
公园分双峰、福厝岭、旗山、五峰、龙泉五个景区59个景点。
- 石松寺（万佛寺）旗山万佛寺
- 王庙水库

## 外部連結
- 旗山森林公園網站